# Efrén Araya Vergara
Efrén Araya Vergara (17 de junio de 1921 - Santiago de Chile, 2006) fue ministro de la Corte Suprema de Chile.

## Biografía
Araya Vergara fue uno de los últimos ministros nombrados por el General Augusto Pinochet antes de que éste dejara el poder luego del Plebiscito Nacional de 1988. en 1997, Efrén Araya debió dejar la Corte Suprema, luego que se promulgó una ley que limitó a 75 años la permanencia en dicho tribunal.

## Curiosidades
Araya Vergara fue polémico en sus fallos y sufrió un total de cinco atentados terroristas, el último de los cuales ocurrió en 1991, cuando desconocidos hicieron detonar una bomba frente a su domicilio. Este atentado fue atribuido al FPMR (Frente Patriótico Manuel Rodríguez).